# Capuronia benoistii
Capuronia benoistii är en fackelblomsväxtart som först beskrevs av Jacques Désiré Leandri, och fick sitt nu gällande namn av Paul Edward Berry. Capuronia benoistii ingår i släktet Capuronia och familjen fackelblomsväxter. Inga underarter finns listade i Catalogue of Life.